# 소피 제르맹
마리소피 제르맹(프랑스어: Marie-Sophie Germain, 1776년 4월 1일 ~ 1831년 6월 27일)은 프랑스의 수학자이자, 물리학자, 철학자이다.
제르맹은 부모의 반대와 성차별의 어려움 속에서도 아버지 서가에 있던 책들을 보며 공부하였고, 조제프루이 라그랑주, 아드리앵마리 르장드르, 카를 프리드리히 가우스와 같은 유명한 수학자들과 서신을 교환하며 지식을 습득하였다. 제르맹은 파리 과학 아카데미가 개최한 탄성의 수학적 모형을 구하는 콘테스트에 논문을 제출하여 수상자가 되었다. 제르맹은 페르마의 마지막 정리의 증명에 기여하였고, 이후 1백 년 이상 후대 수학자들은 제르맹의 작업을 기초로 페르마의 마지막 정리를 증명하고자 하였다. 제르맹은 당대의 여성에 대한 편견 때문에 다른 분야에서 경력을 쌓을 수 없었지만 평생 동안 독자적인 학문 활동을 하였다.

## 어린 시절

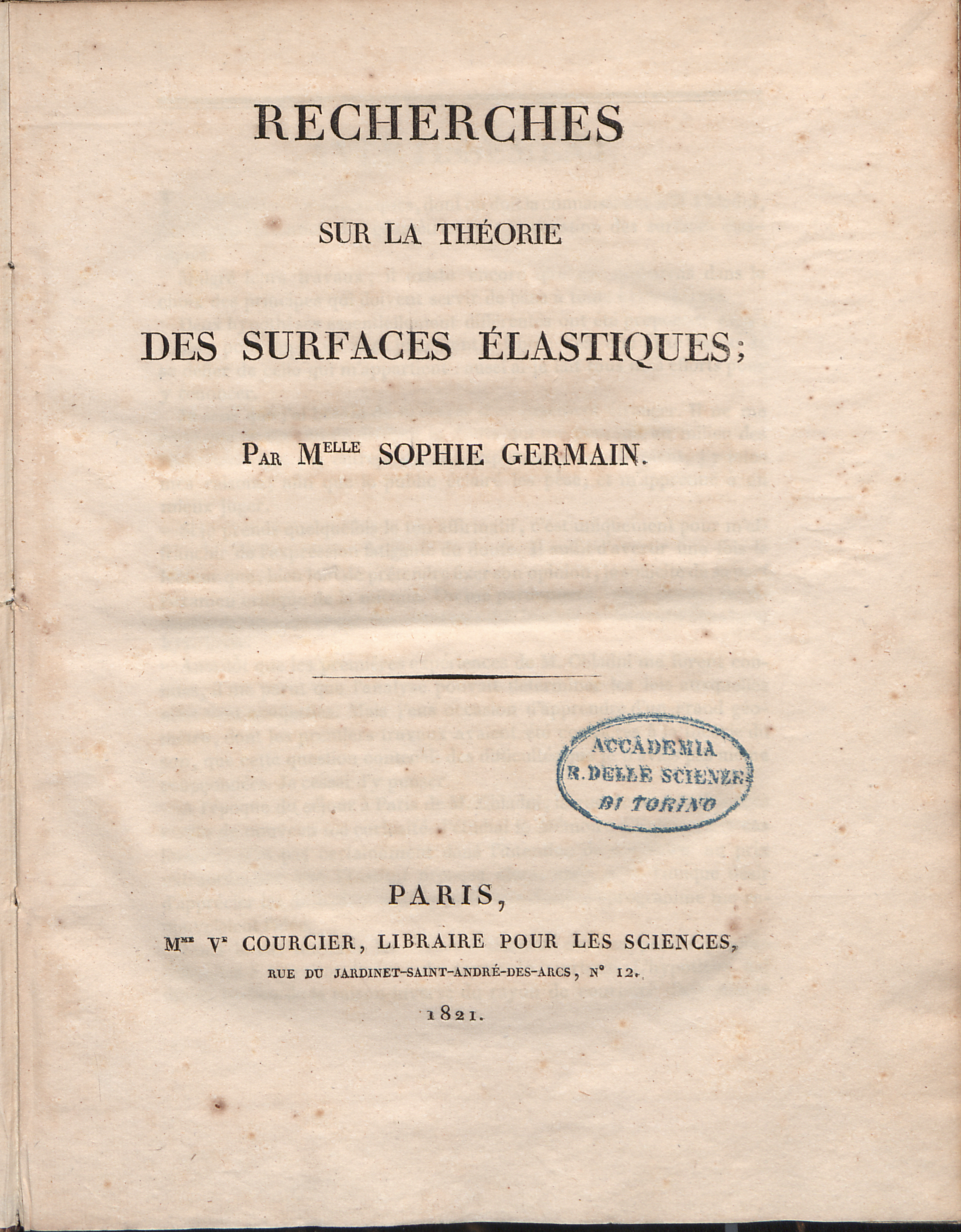
Récherches sur la théorie des surfaces élastiques, 1821

### 가족
제르맹은 1776년 4월 1일 프랑스 파리 생드니 가(프랑스어: Rue Saint-Denis)에서 아버지 앙브루아즈프랑수아 제르맹(프랑스어: Ambroise-François Germain)과 어머니 마리마들린 제르맹(프랑스어: Marie-Madeline Germain)에게 태어났다. 대부분의 자료에서 아버지 앙브루아즈프랑수아는 부유한 비단 상인이었다고 밝히고 있다. 하지만, 아메리칸 대학교의 수학 및 통계학 석좌교수인 메리 그레이 박사는 앙브루아즈프랑수아가 금세공사였다고 적고 있다. 1789년 앙브루아즈프랑수아는 부르주아의 대표로서 삼부회 의원으로 선출되고, 그해 프랑스 대혁명이 일어났기 때문에 혁명 이후 국민의회의 의원이 되었다. 소피 제르맹은 아버지가 친구들과 정치와 철학에 대해 토론하는 모습을 보며 자랐다. 앙브루아즈프랑수아는 이러한 경력을 바탕으로 은행 이사가 되었는데, 그레이는 이 때문에 제르맹이 성인이 된 후에도 충분한 지원을 받을 수 있었을 것이라고 추측하고 있다.
제르맹에게는 안젤리크앙브루아즈(프랑스어: Angélique-Ambroise Germain)라는 여동생과 마리마들린(프랑스어: Marie-Madeline Lherbette)이라는 언니가 있었다. 소피의 어머니 이름 역시 마리마들린이었다. 식구들 대부분이 "마리"였기 때문에 제르맹은 자신이 "소피"로 불리기를 바랐다. 언니 마리마들린의 아들인 아르망자크 레르베트(프랑스어: Armand-Jacques Lherbette)는 제르맹이 죽은 후 철학과 관련한 몇 가지 제르맹의 저작을 출판하였다.

### 수학에 입문하다
제르맹이 13세가 되었을 때 바스티유 습격이 일어났다. 도시에는 혁명의 기운이 감돌았고 제르맹은 안전을 위해 집 안에만 머무르게 되었다. 무료함을 달래기 위해 아버지의 서재에서 책을 읽기 시작한 제르맹은 장 에티엥 몬투클라가 쓴 《수학사》에 적힌 아르키메데스의 죽음을 읽고 깊은 감명을 받았다.
제르맹은 아르키메데스가 당대에 가장 순수한 수학이라 여겨지던 기하학에 그토록 열중하였다면, 수학은 배워볼 가치가 있는 것이라고 생각하였다. 제르맹은 아버지의 서재에 있던 수학과 관련된 모든 책을 읽어나갔다. 아이작 뉴턴과 레온하르트 오일러의 저작을 읽기 위해서 스스로 라틴어와 그리스어도 독학하였고, 에티엔 베주의 《산술 연구》를 읽은 다음, 자크 앙투안 조세프 쿠진의 《미분 계산》마저 읽었다. 《미분 계산》의 저자 쿠진은 어느날 제르맹의 집을 방문하였다가 제르맹의 학습을 보고 매우 놀라워했다.
제르맹의 부모는 딸이 갑작스레 수학에 빠져든 것을 못마땅하게 여겼는데, 당시 사회 통념상 수학은 여성이 할 만한 일이 아니라고 여겼기 때문이다. 밤이 되면, 부모는 딸이 침실에서 수학 공부하는 것을 막고자 불씨를 끄고 옷가지도 치웠지만, 제르망은 담요로 몸을 둘둘말고 촛불 하나에 의지해 가며 공부를 계속하였다. 캘리포니아 대학교 어바인의 여성학 교수 린 오센은 "아침이 되어 제르맹의 침실로 갔을 때, 얼어붙은 잉크와 잔뜩 계산이 적힌 석판을 옆에 둔 채 책상에 엎드려 졸고 있는 딸"을 발견한 부모는 더 이상 말릴 방법이 없다고 생각했다고 적고 있다. 이런 일이 있은 뒤 어머니는 몰래 제르맹을 돕기 시작하였다.

### 에콜 폴리테크니크

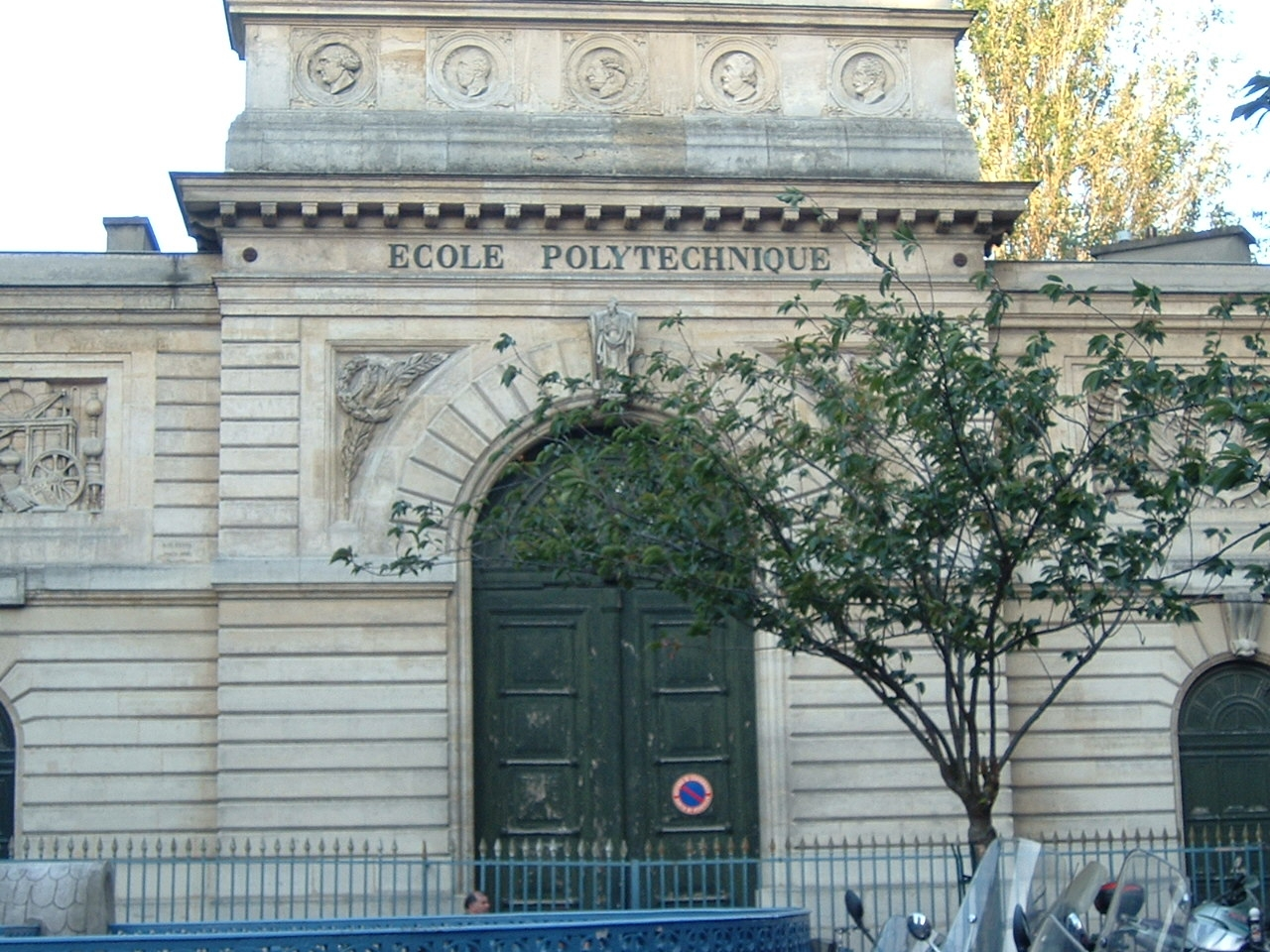
당시의 에콜 폴리테크니크 입구

제르맹이 18세가 되던 해인 1794년 에콜 폴리테크니크가 세워졌지만, 남학생만 입학이 허용되었기 때문에 제르맹은 입학할 수 없었다. 하지만, 혁명 이후 새로운 교육 체계에서는 "누구든 강의노트를 요청할 수 있고" "자신의 참관 기록을 제출"할 수 있었다.
제르맹은 에콜 폴리테크니크의 수학 강의 노트를 입수하여 공부하였고, 자신의 공부 결과를 수학과 교수로 재직 중이던 조제프루이 라그랑주에게 르블랑이라는 이름으로 송부하였다. 제르맹은 훗날 카를 프리드리히 가우스에게 "주변에서 여성 과학자를 비웃는 것이 두려워" 가명을 사용하였다고 해명하였다. 라그랑주는 르블랑의 비범함에 관심을 갖게 되어 직접 대면하였으면 좋겠다고 요청하였다. 제르맹은 결국 자신의 신분을 드러낼 수 밖에 없었다. 다행히도 라그랑주는 제르맹이 여성이라는 것에 괘념치 않고, 멘토가 되어주었다. 라그랑주는 제르맹의 집으로 찾아가 격려하였다.

## 수론에 대한 초기 저작

### 르장드르와의 서신 교환
제르맹은 1798년 아드리앵마리 르장드르의 〈수론에 대한 소고〉를 읽고 수론에 관심을 갖게 되었다. 제르맹은 논문을 읽고 르장드르에게 서신을 교환하였다. 르장드르는 후속 저작인 《수론》에서 제르맹의 "독창적인 작업"을 반영하여 자신의 이론을 보충하였다고 밝혔다.

### 가우스와의 서신 교환

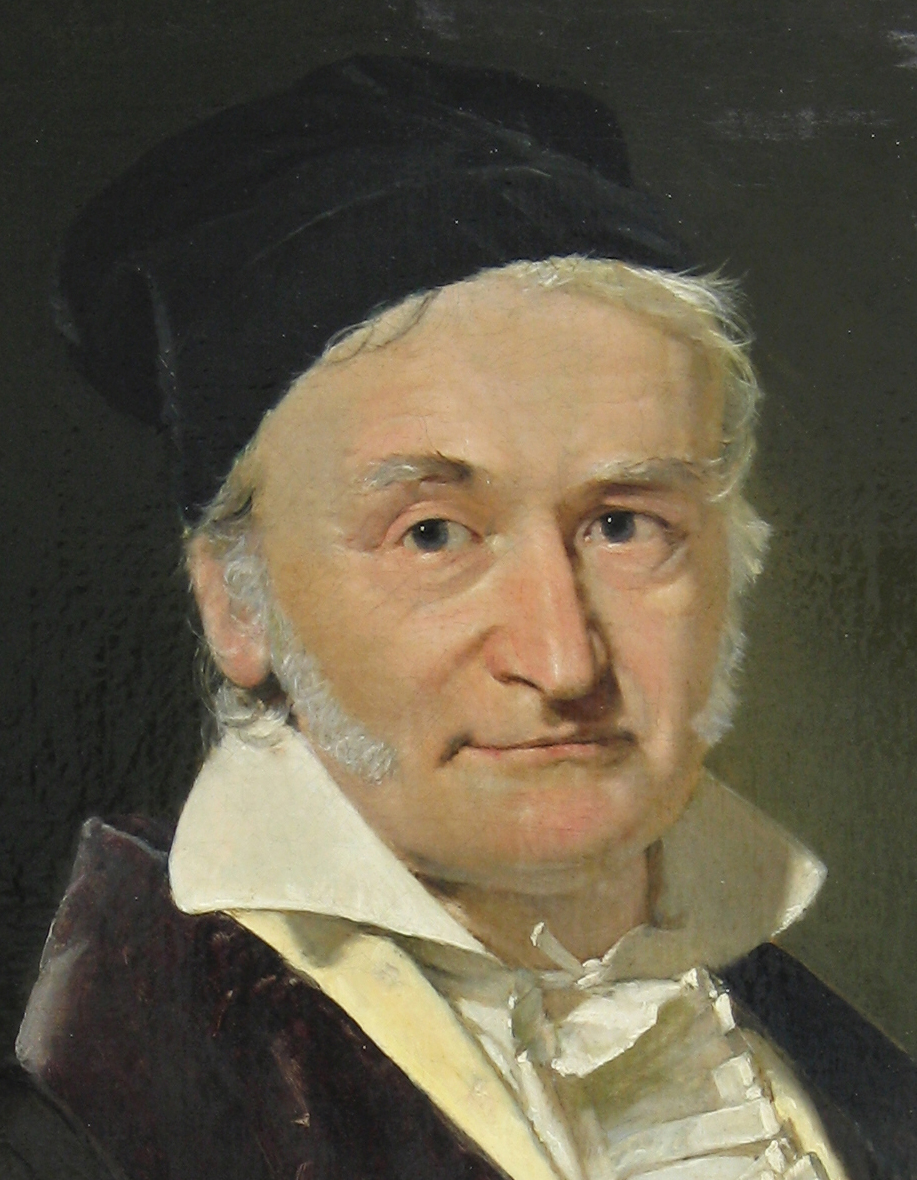
카를 프레드리히 가우스

제르맹은 수론에 관심을 갖게 된 뒤 카를 프리드리히 가우스의 대표적인 저작인 《산술 논고》를 읽었다. 제르맹은 3년 동안 《산술 논고》를 공부한 뒤 몇 가지 정리에 대한 자신만의 증명을 수립하여, 르블랑이라는 이름으로 가우스에게 편지를 보냈다. 가우스는 제르맹보다 한 살 어렸다. 1804년 11월 21일에 보낸 첫 편지에서, 제르맹은 가우스의 논고에 대하여 몇 가지를 토론하면서 페르마의 마지막 정리에 대한 자신의 작업을 소개하였다. 제르망은 임의의 소수 p에 대해 {\displaystyle P=2kp+1}를 만족하는 소수 P의 경우 페르마의 마지막 정리가 성립할 것이라 생각한다면서 p = 8, k=7 인 경우에 대한 자신의 자세한 증명을 썼다. 하지만, 이 편지에 쓰인 증명만으로는 제르맹의 추론 전체를 뒤받침하기에 취약한 부분이 있었다. 가우스는 제르맹에게 답장을 쓰면서 페르마의 마지막 정리와 관련한 증명에 대해서는 언급하지 않았다.
1807년 무렵(출처마다 조금씩 다름), 프랑스는 가우스가 살고 있던 독일의 브라운슈바이크를 점령하였다. 제르망은 가우스가 아르키메데스와 같은 비극을 맞이할까 염려되어 가족과 알고 지내던 페르네티 장군에게 가우스의 안전을 부탁하는 편지를 보냈다. 제르망의 편지를 받은 페르네티는 부하를 보내 가우스를 보호하게 하였다. 이 덕분에 신변을 보장 받은 가우스는 자신을 그토록 염려한 소피라는 여성이 누구인지 궁금해 하였다.
이런 일이 있은 지 3개월 후 제르맹은 가우스에게 사실 자신이 르블랑이었노라고 밝혔다. 가우스는 다음과 같이 답장을 보냈다.
| “ | Mais comment vous décrire mon admiration et mon étonnement, en voïant se metamorphoser mon correspondant estimé M. Leblanc en cette illustre personnage, qui donne un exemple aussi brillant de ce que j’aurois peine de croire. Le goût pour les sciences abstraites en général et surtoût pour les mysteres des nombres est fort rare : on ne s’en étonne pas ; les charmes enchanteurs de cette sublime science ne se decelent dans toute leur beauté qu’à ceux qui ont le courage de l’approfondir. Mais lorsqu’une personne de ce sexe, qui, par nos mœurs et par nos préjugés, doit rencontrer infiniment plus d’obstacles et de difficultés, que les hommes, à se familiariser avec ces recherches epineuses, sait neansmoins franchir ces entraves et penétrer ce qu’elles ont de plus caché, il faut sans doute, qu’elle ait le plus noble courage, des talens tout à fait extraordinaires, le génie supérieur. 그 동안 서신을 교환해 오던 경애하는 르블랑씨가 여성이었다는 것을 알게 되었을 때, 저의 존경과 경외를 어떻게 표현해야 할지요! 추상 과학, 특히 신비로운 수론에 대한 재능은 매우 드뭅니다. 이 매력적인 학문의 아름다움은 이 학문을 깊게 파고 들어갈 용기를 가진 이들을 저버리지 않습니다. 그러나 우리의 도덕과 편견 때문에 남성보다 무한히 많은 장애를 극복해야 하는 여성이 이 학문에서 이런 경지에 이르렀다면, 정말 고귀한 용기와 특출한 재능을 지닌 뛰어난 천재가 아닐 수 없습니다. | ” |
|   | — |   |

가우스는 하인리히 올베르스에게도 제르망에 대해 극찬하였다. 같은 해의 편지에서 제르망은 가우스에게 {\displaystyle x^{n}+y^{n}}를 {\displaystyle h^{2}+nf^{2}} 의 형태로 나타낼 수 있다면, {\displaystyle x+y} 또한 그렇게 나타낼 수 있을 것이라 추측하였고, 가우스는 답신에서 {\displaystyle 15^{11}+8^{11}} 은 {\displaystyle h^{2}+11f^{2}} 로 나타낼 수 있지만, {\displaystyle 15+8} 은 그렇지 못하다는 반례를 보여주었다.
가우스는 제르맹에게 호의를 갖고 있었지만 종종 답장을 늦게 쓰는 경우도 있었고, 제르맹의 작업을 개괄적으로 검토하지도 않았다. 가우스의 관심이 수론이 아닌 다른 분야로 옮겨갔기 때문으로 1809년을 마지막으로 더 이상 서신을 주고받지 않게 되었다. 제르맹과 가우스는 서로에게 호의를 보였으나 만나지는 않았다.

## 탄성 연구

### 콘테스트에 도전하다

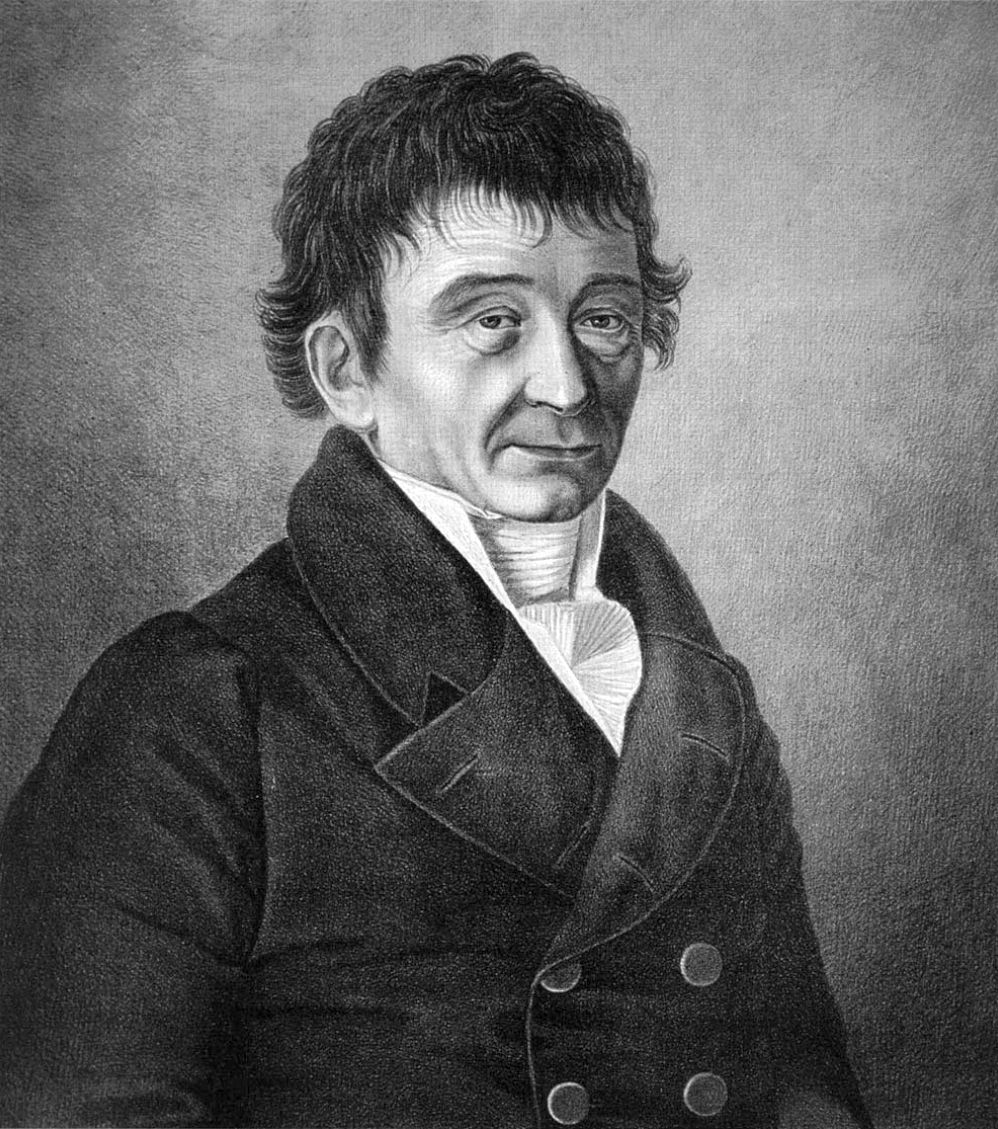
에른스트 클라드니

가우스와의 서신 교환이 중단된 뒤, 제르맹은 파리 과학 아카데미가 내건 에른스트 클라드니의 금속판 탄성 실험에 대한 콘테스트에 흥미를 갖게 되었다. 파리 과학 아카데미는 "에른스트 클라드니의 실험 결과에 부합하는 신축성 표면의 진동에 대한 수학적 이론"을 주제로 콘테스트를 개최하였다. 라그랑주는 이 문제의 해답에 새로운 분야였던 해석학을 적용할 것을 주문하였고, 최종 후보로 시메옹 드니 푸아송과 제르맹을 선정하였다. 아카데미는 제르맹 대신 푸아송을 선택하였고, 제르맹은 경쟁에 참여한 사람으로만 인정되었다.
1809년 제르맹이 콘테스트를 위한 논문 작업을 시작할 때, 르장드르는 방정식, 참고 문헌, 연구 동향 등을 제르맹에게 알려주며 격려하였다. 제르맹은 1811년 초가을에 논문을 제출하였지만 수상에는 실패하였다. 심사위원회는 제르맹의 논문에 대해 "실험 결과와 정교하게 부합한다"면서도 "운동의 참된 방정식은 확립되지 않았다"고 평하였다. 라그랑주는 제르맹의 방정식이 "특수한 조건에서 운동에 정확히 부합한다"고 평했으며 제르맹의 방정식을 바탕으로 일반적인 경우를 도출해 내었다.

### 재도전
콘테스트는 2년간 연장되었고 제르맹은 다시 한 번 도전하였다. 이 번에도 처음에는 르장드르가 도움을 주었으나, 얼마 지나지 않아 그만 두었다. 1813년 제르맹은 익명으로 논문을 제출하였다. 이 논문에서도 제르맹은 여러 부분에서 수학적 오류를 범했는데, 특히 중적분을 도입하는 과정에 결함이 있었다. 그 때문에 파리 과학 아카데미는 "신축성 표면의 운동 이론에 대한 기초는 아직 확립되지 않았다"고 결론을 내렸다. 콘테스트는 다시 한 번 연장되었고 제르맹 역시 세 번째로 도전하였다. 제르맹은 세 번째 도전에서 푸아송과 의견을 주고 받았다. 1814년 푸아송은 탄성에 대한 독자적인 논문을 발표면서 제르맹에게서 도움을 받았다는 것을 밝히지 않았다. 푸아송은 실재로는 제르맹과 함께 탄성을 연구하였고 아카데미 심사위원회에 제출한 논문에서도 제르맹의 연구를 사용하였다.
1816년 1월 8일 제르맹은 세 번째 논문인 〈표면 탄성 이론에 대한 연구〉를 자신의 이름으로 제출하였고, 심사에 통과하였다. 이로써 제르맹은 파리 과학 아카데미의 첫 번째 여성 수상자가 되었다. 그러나 수상식에는 나가지 않았다. 제르맹이 최종 수상자로 선정되었지만, 아카데미는 방정식이 완벽히 만족스럽지는 않다고 평했다. 제르맹은 완벽한 미분 방정식을 유도 하였지만, 실험 결과를 예측하는 정확도는 떨어졌다. 이것은 오일러의 연구에서 가져온 방정식이 정확하지 않았기 때문인데, 오일러의 방정식은 경계 조건이 불명확하였기 때문이다. 제르맹의 방정식은 다음과 같다:
{\displaystyle N^{2}\left({\frac {\partial ^{4}z}{\partial x^{4}}}+{\frac {\partial ^{4}z}{\partial x^{2}\partial y^{2}}}+{\frac {\partial ^{4}z}{\partial y^{4}}}\right)+{\frac {\partial ^{2}z}{\partial t^{2}}}=0}
N2는 상수이다.
콘테스트 수상 뒤에도 제르맹은 학회에 입회할 수 없었는데, 이는 회원의 아내를 제외한 여성을 받아들이지 않는 아카데미의 관습 때문이었다. 7년 후 제르맹은 아카데미의 서기였던 조제프 푸리에의 친구가 되어 입회자격을 얻었다.

### 탄성에 대한 후속 연구
제르맹은 1821년 수상 논문을 자비로 출간하였는데, 푸아송의 것에 대비되는 자신의 연구 결과를 공표하길 원했기 때문이다.
1826년 제르맹은 기존의 연구에 대한 개정 논문을 제출하였다. 이탈리아 페라라 대학교의 안드레아 델 켄티나는 제르맹이 개정 논문에서 "분명하게 단순화한 가설을 도입하여" 기존의 불명확했던 부분을 정교하게 만들었다고 평하면서, 아카데미가 제르맹의 논문을 "하찮고 불충분한 것"으로 취급하였으며 제르맹이 "대학 교수에 필적하는" 사람이나 "남자"가 아니기 때문에 "단순히 거부"하였다고 지적한다. 논문을 심사한 오귀스탱 루이 코시는 제르맹에게 출판을 권했고, 제르맹은 그 조언에 따랐다.
탄성에 대한 제르맹의 후속 연구인 《표면 곡률에 대한 기록》은 1831년에 출간되었다. 여기서 제르맹은 극소곡면에 대한 자신의 연구를 사용하고 있다.

## 수론에 대한 후기 연구

### 수론에 다시 관심을 갖다
수론에 대한 제르맹의 가장 뛰어난 업적은 페르마의 마지막 정리에 대한 것이다. 1815년, 파리 과학 아카데미는 탄성에 대한 콘테스트를 마치고 페르마의 마지막 정리에 대한 콘테스트를 개최하였다. 제르맹은 콘테스트 개최 소식을 듣고 예전에 연구하였던 수론에 다시 관심을 갖게 되었고, 10년만에 가우스에게 다시 편지를 보냈다.
제르맹은 가우스에게 보낸 편지에서 수론은 자신이 탄성에 대한 연구를 하는 동안에도 언제나 관심을 갖고 있던 익숙한 분야라고 썼다. 제르맹은 특정 경우에 대한 증명과 함께 일반적인 증명을 이룰 수 있는 개요를 보냈다. 제르맹의 편지에는 페르마가 언급한 이후 2백년 동안 다루어진 어떤 것들 보다 확고한 증명이 적혀있었다. 그러나 가우스는 답장을 보내지 않았다.

### 페르마의 마지막 정리에 대한 최고의 작업

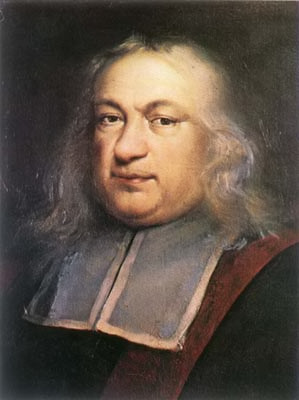
피에르 드 페르마

페르마의 마지막 정리는 일반적으로 두 가지 경우로 나뉜다. 페르마의 마지막 정리에 대한 방정식 {\displaystyle x^{n}+y^{n}=z^{n}}에 대하여 x, y, z 가운데 어느 한 수가 소수로 나누어 지는 경우(즉, 합성수인 경우)와 그렇지 않은 경우가 그것이다. 제르맹은 이 가운데 합성수가 없는 경우에 대해 소피 제르맹 소수와 소피 제르맹 정리를 통해 페르마의 마지막 정리가 참임을 보였다.

p가 홀수인 소수라고 하고, 소수 P 가 P = 2Np + 1를 만족하면
1. xp + yp + zp = 0 (mod P) 이면 P는 xyz의 약수이고,
2. p는 mod P에서 p 제곱의 나머지가 되지 않는다.

따라서, x, y, z 의 어느 수도 소수 p로 나누어 지지 않는 경우에 페르마의 마지막 정리는 참이다.

제르맹은 이 증명 결과를 이용하여 p<100 인 모든 소수 p에 대해 증명하였다. 안드레아 델 켄티나는 소피 제르맹의 이와 같은 증명은 사실상 p<197 인 경우를 모두 증명한 것과 같다고 평가하였다. 훗날 미국의 수학자 레오나르드 유진 딕슨은 소피 제르맹 정리를 이용하여 p<1700 인 경우 페르마의 마지막 정리가 참이라는 것을 증명하였다.
출판되지 않은 논문인 〈xp + yp = zp 방정식을 만족하는 정수 x, y, z가 없다는 것에 대한 소고(Remarque sur l’impossibilité de satisfaire en nombres entiers a l’équation xp + yp = zp)에서 제르맹은 p > 5 일 경우 x, y, z은 언제나 허수일 수 밖에 없는 것으로 보이며 40 까지는 확인하였다고 적었다. 제르맹은 이 논문을 직접 발표하지는 않았지만, 르장드르가 페르마의 마지막 정리에 대한 논문을 발표하면서 p = 5 인 경우에 대한 증명에서 제르맹의 증명을 사용하였다고 밝히면서 세간에 알려졌다. 제르맹의 증명은 르장드르의 증명에 필적하는 것으로, 델 케티나는 "그 후 2백년이 지난 지금도 소피 제르맹의 아이디어는 중심적인 역할을 하고 있다"고 평가하고 있다.

## 철학 연구
제르맹은 수학뿐만아니라 철학과 심리학도 연구하였다. 제르맹은 자명하게 존재하는 사실들을 분류하고 심리학과 사회학의 법칙에 비추어 일반화하고자 하였다. 오귀스트 콩트는 제르맹의 철학을 높게 평가하였다.
제르맹은 《다양한 견해》(Pensées diverses)와 《서로 다른 세대의 문화에서 보이는 과학과 문학의 상태에 대한 일반적 고찰 》(Considérations générales sur l'état des sciences et des letteres aux différentes epoques de leur culture)라는 이름의 두 철학 논문을 썼고, 사후에 조카인 레르베트에 의해 출판되었다. 《견해》는 과학과 수학의 역사를 제르맹의 견해를 곁들여 서술한 것이고 , 《고찰》은 과학과 인문학사이에 차이점이 없다는 제르맹의 생각을 정리한 것이다. 콩트는 《고찰》에 담긴 제르맹의 사상을 지지하였다.

## 만년
1829년, 제르맹은 자신이 유방암에 걸렸다는 것을 알게 되었다. 제르맹은 엄습하는 고통 속에서 연구를 계속하였다. 1831년, 독일의 수학 전문 학술지인 크렐레는 제르맹의 탄성체의 표면 곡률에 대한 논문과 “ {\displaystyle \textstyle {\frac {4(x^{p}-1)}{x-1}}=y^{2}\pm pz^{2}}를 만족하는 y 와 z를 구하는 것에 대한 기록" 을 수록하였다. 제르맹은 탄성 고체의 운동과 평형 법칙을 발견한 공로로 《화학 물리 연보》 (Annales de chimie et de physique)에 수록되었다. 1831년 7월 27일, 제르맹은 사보이 13가에 있는 자택에서 숨을 거두었다.
제르맹의 지적 성취에도 불구하고 행정 당국은 "특정한 직업이 없는 부녀자"(rentière – annuitant)의 죽음으로 다루었다. 당국은 제르맹을 유산 상속자로 기록할 뿐), 수학자라고 적지는 않았다. 그러나, 가우스는 제르맹은 업적에 합당한 명예를 부여받아야 한다고 생각하였다. 가우스는 제르맹이 죽은 지 6년 후에 괴팅겐 대학교에 "제르맹은 여성이라 할지라도 가장 엄격하고 추상적인 과학의 분야에서 세계에 가치있는 기여를 하였으며, 이는 명예를 부여받을 충분한 이유가 된다"고 추도하였다.

## 명예

### 기념물

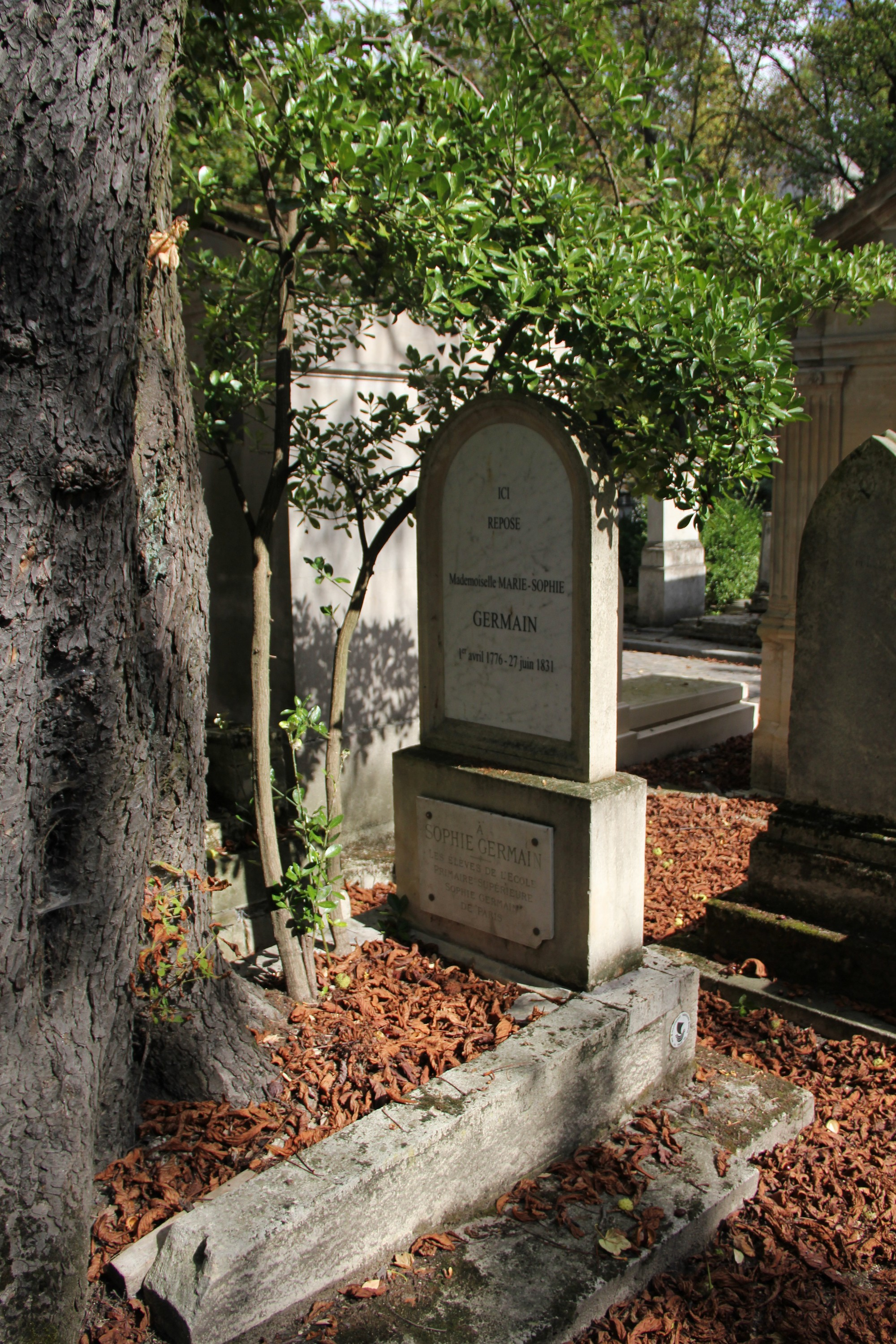
소피 제르맹의 묘소

제르맹은 파리의 피에르 라셰즈 공동묘지에 안장되었다. 제르맹의 생애를 기념하기 위해 거리와 여학교에 그녀의 이름이 붙여졌고, 살던 집에는 표지판이 붙었다. 파리 시의회는 학교에 제르맹의 흉상을 기증하였다.

### 수론
E. 뒤부아는 소수 θ에 대해 {\displaystyle \theta =kn+1}를 만족하는 소수 n 을 소피엔이라 정의하였고, 이 때 {\displaystyle x^{n}=y^{n}+1}(mod θ)를 만족하는 정수해 x, y가 존재하지 않는다는 것을 증명하였다.
소피 제르맹 소수는 p 가 소수일 때 {\displaystyle 2p+1}도 소수가 되는 소수를 뜻한다.
극소곡면은 제르맹 곡면으로 불린다. 일반적 곡면에서 곡률의 최댓값을 {\displaystyle k_{1}} 최솟값을 {\displaystyle k_{2}}라 할 때, 곡률이 {\displaystyle {\frac {k_{1}+k_{2}}{2}}}로 정의되는 곡면을 뜻한다.
제르맹 항등식은 임의의 {\displaystyle \{x,y\}}에 대해 다음의 등식이 성립함을 뜻한다.
{\displaystyle x^{4}+4y^{4}=((x+y)^{2}+y^{2})((x-y)^{2}+y^{2})=(x^{2}+2xy+2y^{2})(x^{2}-2xy+2y^{2}).\,}

## 평가

### 동시대인의 평가
미시건 대학교의 베스나 페트로비치 교수는 1821년 출간된 제르맹의 수상 기념 소고인〈고결함에서 평범에 이르기까지〉(ranged from polite to indifferent) 에 대한 당시 학계의 반응을 발견하였다. 1821년 제르맹의 논문에 대해 코시는 "저자의 이름과 논문이 다루고 있는 주제 모두 수학계의 주목을 받을 만한 가치가 있다"고 평하였다. 클로드 루이 나비에는 H. J. 모잔이 쓴 전기는 "불명확한데다 미심쩍지만, 그럼에도 불구하고 한 여성에 대하여 쓴 글을 몇몇 남자만이 (이해하며) 읽을 수 있다는 점은 흥미롭다"라고 평하였다.
제르맹과 공시대를 살았던 사람들이 그녀의 업적에 대해 쓴 글도 호의적이다. 오센은 "가스팔드 남작은 제르맹을 19세기의 히파티아로 부르곤 하였고, J.J 비오는 주날 데 사방(프랑스어: Journal des sçavans, 과학 저널)에 기고한 글에서 제르맹은 성별이 무엇인지 때문이 아니라 수학으로서 사람들을 감동시켰다고 적었다"고 기록하고 있다. 가우스는 수학은 여성이 하기엔 너무나 어려운 학문이라 여기던 당시 유럽의 문화적 풍토가 옳지 않다는 것을 보여주는 훌륭한 사례로서 제르맹을 높이 평가하였다.

### 현대의 평가
현대의 평론가들은 제르맹이 수학에 매우 뛰어난 재능을 가지고 있었지만, 체계적인 교육을 받지 못했기에 취약한 부분이 있다고 평한다. 그레이는 “제르맹의 탄성에 대한 연구는 기본적인 해석학 연습이 부족한 때문인지 엄밀하지는 않다”고 평하고 있다. 페트로비치는 "이러한 것들때문에 수학자들은 제르맹이 신동은 아니었다고 여긴다"고 덧붙인다.
그레이는 제르맹의 이론에는 불명료한 부분이 있지만, 그래도 “여전히 탄성 이론의 기반이 되었다는 점에는 틀림이 없다”고 평가하고 있다. H. J. 모잔은 에펠탑이 만들어지면서 새겨진 동판에는 에펠 탑이 세워질 수 있었던 과학적 기반을 마련한 72명의 과학자 이름이 적혀 있지만, 정작 가장 중요한 탄성에 대한 기반을 마련한 제르맹의 이름이 빠진 것에 대해 다음과 같이 기록하였다. "제르맹의 이름이 빠진 것은 여자였기 때문일까? 그런 것 같다."

## 같이 보기
- 소피 제르맹 소수
- 소피 제르맹 정리
- 제르맹 항등식
- 페르마의 마지막 정리
- 피에르 드 페르마

## 참고 문헌
- Bell, E. T. Men of Mathematics. New York: Simon and Schuster, 1965. Print.
- Cipra, Barry. “A Woman Who Counted.” Science 319.5865 (2008): 899. Web. Sept. 2009.
- Del Centina, Andrea. “Letters of Sophie Germain preserved in Florence.” Historia Mathematica 32.1 (2005): 60-75. Web. Sept. 2009.
- Del Centina, Andrea. “Unpublished manuscripts of Sophie Germain and a revaluation of her work on Fermat's Last Theorem.” Archive for History of Exact Sciences 62.4 (2008): 349-392. Web. Sept. 2009.
- Dickson, L. E. History of the Theory of Numbers. Vol. 2, 732-769. New York: G. E. Stechert, 1934. Print. 2 vols.
- Dunnington, G. Waldo. Carl Gauss: Titan of Science. New York: Hafner, 1955. Print.
- Gray, Mary W. “Sophie Germain.” Complexities: Women in Mathematics. Ed. Bettye Anne Case and Anne M. Leggett. United Kingdom: Princeton University Press, 2005. 68-75. Print.
- Gray, Mary. “Sophie Germain.” Women of Mathematics: A Bibliographic Sourcebook. Ed. Louise S. Grinstein and Paul Campbell. Westport, CT: Greenwood, 1978. Print.
- Mackinnon, Nick. “Sophie Germain, or, was Gauss a feminist?” The Mathematical Gazette 74.469 (1990): 346-351. Web. Sept. 2009.
- McGill, Sara Ann. “Sophie Germain.” History Remembers Scientists of the Past (2000): 9. Web. Sept. 2009.
- Moncrief, J. William. "Germain, Sophie." Mathematics. Ed. Barry Max Brandenberger, Jr.. Vol. 2. New York: Macmillan Reference USA, 2002. 103. Web. 15 Sept. 2009 4 vols.
- Mozans, H. J. Woman in Science. New York: D. Appleton, 1913. Print.
- Ogilvie, Marilyn Bailey. Women in Science. Cambridge: MIT Press, 1986. Print.
- Osen, Lynn. Women in Mathematics. Cambridge: MIT Press, 1984. Print.
- Petrovich, Vesna Crnjanski. “Women and the Paris Academy of Sciences.” Eighteenth-Century Studies 32.3 (1999): 383-391. Web. Sept. 2009.
- Sampson, J. H. “Sophie Germain and the Theory of Numbers.” Archive for History of Exact Sciences 41.2 (1990): 157-161. Print.
- Ullmann, D. “Life and work of E.F.F. Chladni.” European Physical Journal – Special Topics 145.1 (2007): 25-32. Web. Sept. 2009.
- Waterhouse, William C. “A counterexample for Germain.” American Mathematical Monthly 101.2 (1994): 140. Web. Sept. 2009.